# Francisco Henríquez de Jorquera
Francisco Henríquez de Jorquera (Granada, 1594-Lugar desconocido ca. 1646) fue un escritor, poeta e historiador español.

## Biografía
Nacido en el seno de una familia relativamente modesta, fueron sus padres Miguel Henríquez, soldado de los participantes en la Guerra de La Alpujarra, y Damiana de Jorquera, perteneciente a familia de menestrales.
Debió pasar sus primeros dieciséis años en Alfacar, donde su padre poseía una hacienda adquirida en el reparto de bienes tras la expulsión de los moriscos. Allí despertarían sus aficiones literarias de autodidacta, que compaginó con el ejercicio de algún oficio manual.
Habitualmente residió en Granada, donde contrajo matrimonio en tres ocasiones: hacia 1616 con Gabriela de Mesa, de la que enviudó en 1619; dos años después, con Luisa de Espinosa, joven de catorce años hija del maestro de sastrería en cuyo taller trabajaba, fallecida en Alfacar en enero de 1623; por último, el 23 de agosto de 1624 con María Jesús, viuda de Marcos López de Bedmar.
Sin que se conozcan los motivos, probablemente relacionados con su oficio, viajó a otras ciudades, como Toledo, donde asistió en 1625 a las fiestas de beatificación de Francisco de Borja, o a Sevilla en 1627, y seguramente en otras ocasiones, siendo probable que pasara sus últimos años y falleciera en esta ciudad después de 1646, año en que cesan las anotaciones para Anales de Granada, su obra más destacada. La circunstancia de hallarse el manuscrito de esta obra en la Biblioteca Capitular de Sevilla vendría a confirmar tal hipótesis.
A pesar de no haber trascendido muchos datos biográficos, su biógrafo, Marín Ocete, vislumbra facetas sicológicas de Jorquera por medio de su obra:

«Henríquez de Jorquera es un fiel representante de las características históricas del siglo XVII español y sus dotes de observador y de narrador veraz se aplican, tenazmente, a las facetas de la vida local más significativas»

## Obra
Jorquera se muestra en su obra conocida discípulo del culteranismo, pero carente de talento literario, no trasluce gran cultura humanística, abunda en metáforas, abusa de adjetivos encomiásticos y usa a veces modismos locales.
Solo se conocen unos cuantos poemas de Jorquera, algunos únicamente por noticias del propio autor, aparte de los Anales de Granada. Parayso español y Conquista de Granada por los esclarecidos reyes Don Fernando el V y Doña Isabel, Reyes Católicos tres volúmenes manuscritos conservados en la Biblioteca Capitular Colombina con signaturas consecutivas, que fueron citados por Adolfo de Castro en 1881, estudiados inicialmente por Francisco de Paula Valladar hacia 1888 y editados, con estudio crítico preliminar, por Antonio Marín Ocete en 1934. Son fuente destacada para el estudio de la historia local del siglo XVII por la gran cantidad de referencias que aportan, reflejando «con sincero naturalismo el animado cuadro de las costumbres granadinas de aquella época».
Obras conocidas
- Romance sobre el incidente habido en unas fiestas en la plaza de Bibarrambla, durante las cuales un tejedor fue acuchillado por don Pedro Francisco de Alarcón y Granada, provocando un conato de motín.
- Octavas reales compuestas en 1630 para las celebraciones del nacimiento del príncipe Baltasar Carlos en Granada.
- Descripción del grandiosísimo Altar, y recibimiento que la Ciudad de Granada hizo en la plaça de Bibarrambla para la Fiesta del Santísimo Sacramento. Granada. Vicente Aluarez en la calle del Pan. 1633.
- Poema del grandiosissimo altar que se hizo en la plaza de Bibarrambla de Granada para la fiesta del Santissimo Sacramento año de 1634 donde en vn romance se declara su descripción y significación de sus misterios. En Granada: por Vicente Aluarez, 1634.
- Una relación en verso de las solemnidades celebradas en 1640 en desagravio de un libelo blasfemo contra la Inmaculada Concepción.
- Anales de Granada: Descripción del reino y ciudad de Granada. Crónica de la Reconquista. (1482-1492). Sucesos de los años 1588 á 1646. Tres volúmenes manuscritos conservados en la Biblioteca Capitular Colombina.